# Château Camensac
Le château de Camensac, est un domaine viticole de 150 hectares situé à Saint-Laurent-Médoc en Gironde. Situé en appellation haut-médoc, il est classé cinquième grand cru dans la classification officielle des vins de Bordeaux de 1855.

## Vignoble
Le vignoble de 86 hectares couronne une belle croupe élevée et est entouré par les châteaux La Tour Carnet, Belgrave et Lagrange.
L'encépagement du domaine est constitué de :
- 50 % cabernet sauvignon ;
- 50 % merlot.

Les vignes ont une moyenne d'âge de 25 ans, et sont plantées en très forte densité (près de 10 000 pieds par hectare). Les vendanges s'effectuent à la main.